# آرثر هنريكي
آرثر هنريكي هو لاعب كرة قدم برازيلي في مركز ظهير ‏، ولد في 14 يناير 1987 في ساو باولو في البرازيل. لعب مع سانتو أندريه ولوكيرين أوست فلانديرين ونادي بوتيف بلوفديف وناسيونال ماديرا.

## وصلات خارجية
- آرثر هنريكي على موقع قاعدة بيانات كرة القدم.إي يو (الإنجليزية)
- آرثر هنريكي على موقع Soccerway.com (الإنجليزية)
- آرثر هنريكي على موقع AS.com (الإسبانية)